# Charaług

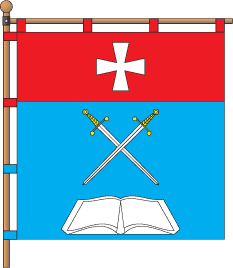
Flaga wioski Charaług

Charaług (ukr. Харалуг) – wieś na Ukrainie, w obwodzie rówieńskim, w rejonie rówieńskim. W 2001 liczyła 424 mieszkańców, spośród których 421 posługiwało się językiem ukraińskim, a 3 rosyjskim.
W dwudziestoleciu międzywojennym wieś znajdowała się w granicach II RP, wchodząc w skład województwa wołyńskiego, powiat rówieński, gmina Międzyrzec.
W czasie okupacji niemieckiej mieszkająca w Charaługu ukraińska rodzina Czeremuchów przez dziewięć miesięcy ukrywała troje Żydów z rodziny Tesslerów. W 1990 roku Instytut Jad Waszem pośmiertnie uhonorował Andrija Czeremuchę (zabitego przez ukraińskich nacjonalistów), a także Anastasiję, wdowę po nim i jego syna Wałentyna, tytułami Sprawiedliwych wśród Narodów Świata.